# Mörknäbbad sparvpapegoja
Mörknäbbad sparvpapegoja (Forpus modestus) är en fågel i familjen västpapegojor inom ordningen papegojfåglar.

## Utseende och läte
Mörknäbbad sparvpapegoja är en mycket liten papegoja bjärt färgad i grönt. Jämfört med mycket lika arten blåvingad sparvpapegoja har den mörkare grön fjäderdräkt och mörk övre näbbgalva. Flockar avger ihållande, ljusa och sträva läten, inte lika ljusa och genomträngande som blåvingade sparvpapegojans.

## Utbredning och systematik
Mörknäbbad sparvpapegoja delas in i två distinkta underarter:
- F. m. modestus – förekommer från östligaste Colombia till Venezuela, Guyana och norra Brasilien
- F. m. sclateri – förekommer från sydöstra Colombia till norra Bolivia och amazonska Brasilien

## Status och hot
Arten har ett stort utbredningsområde, men tros minska i antal, dock inte tillräckligt kraftigt för att den ska betraktas som hotad. Internationella naturvårdsunionen IUCN listar arten som livskraftig (LC).